# HMS Activity (D94)
HMS Activity (D94) byla eskortní letadlová loď britského královského námořnictva. Po HMS Audacity to bylo teprve druhé plavidlo přestavěné britskými loděnicemi na loď letadlovou. Byla bojově nasazena za druhé světové války. Ve službě byla v letech 1942–1946. Následně byla přestavěna na loď nákladní. V letech 1947–1967 byla provozována jako MV Breconshire. Následně byla sešrotována.

## Pozadí vzniku

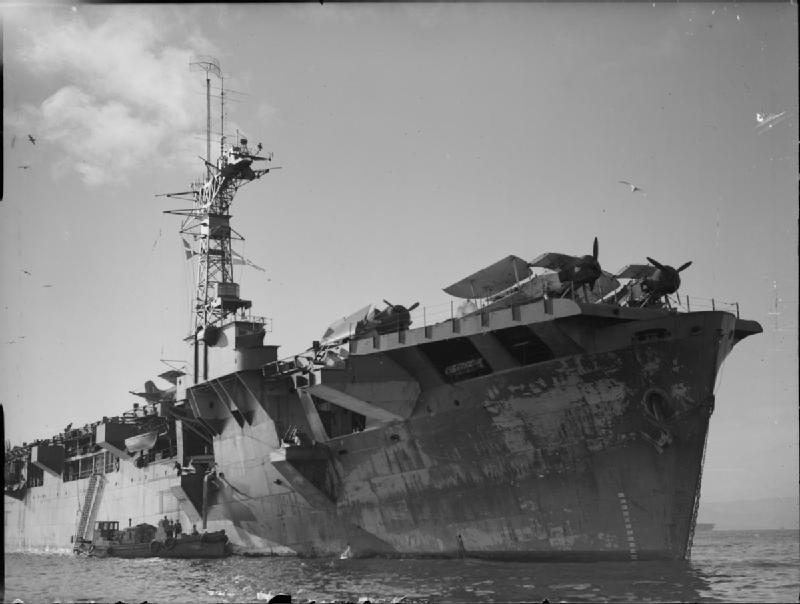
Activity

Plavidlo vzniklo přestavbou rozestavěné mrazírenské lodě MV Telemachus. Její stavba byla zahájena 1. února 1940 v britské loděnici Caledon Shipbuilding & Engineering v Dundee. V únoru 1941 bylo plavidlo zrekvírováno, přičemž mělo být dokončeno jako nákladní loď MV Empire Activity, ale v únoru 1942 bylo rozhodnuto jej přestavět na eskortní letadlovou loď. Na vodu byla loď spuštěna 30. května 1942. Dne 29. září 1942 byla uvedena do služby.

## Konstrukce

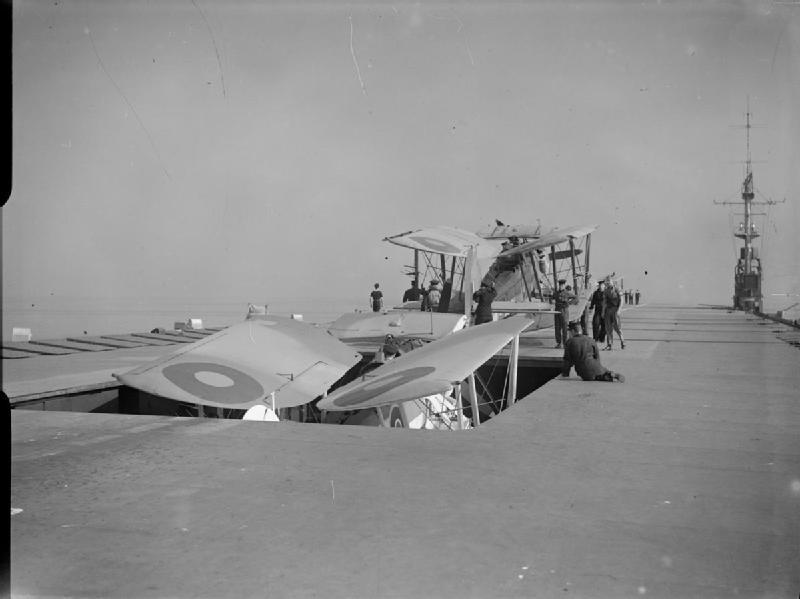
Activity

Plavidlo mělo klasické uspořádání s průběžnou palubou a malou nástavbou na prabovoku. Letovou palubu s malým hangárem spojoval jeden výtah. Nebyla vybavena katapultem. Do hangáru se vešlo cca 10 letounů, ve službě jich ale loď nesla až 21. Například v lednu 1944 plavidlo neslo tři stíhačky Wildcat a devět bombardérů Swordfish, v září 1944 neslo 21 bombardérů Avenger a v listopadu 1944 celkem 15 bombardérů Barracuda. Obrannou výzbroj tvořily dva 102mm kanóny a dvacet čtyři 20mm kanónů. Pohonný systém tvořily dva diesely Burmeister & Wain o výkonu 12 000 hp, pohánějící dva lodní šrouby. Nejvyšší rychlost dosahovala 18 uzlů. Dosah byl 15 000 námořních mil při rychlosti 16 uzlů.